# Championnat du Mozambique de football 1978
 (septembre 2022).
Si vous disposez d'ouvrages ou d'articles de référence ou si vous connaissez des sites web de qualité traitant du thème abordé ici, merci de compléter l'article en donnant les références utiles à sa vérifiabilité et en les liant à la section « Notes et références ».
Navigation
Saison précédente Saison suivante
La saison 1978 du Championnat du Mozambique de football est la troisième édition du championnat de première division au Mozambique. Les clubs participent d'abord à leur championnat régional et les meilleurs de chaque zone se qualifient pour la phase finale nationale. Le tenant du titre est automatiquement qualifié pour la phase finale.
C'est le club de Grupo Desportivo de Maputo, tenant du titre, qui remporte à nouveau le championnat cette saison après avoir terminé en tête de la poule finale, avec deux points d'avance sur Sport Maputo e Benfica et Textáfrica do Chimoio. C'est donc le second titre de champion du Mozambique de l'histoire du club, qui devient le premier club mozambicain, avec Sporting Clube de Maputo (vainqueur de la première édition de la Coupe du Mozambique), à représenter le pays lors des compétitions continentales.

## Les clubs participants
| - Grupo Desportivo de Maputo - Tenant du titre et vainqueur du championnat régional de Maputo - Sport Maputo e Benfica - 2e du championnat régional de Maputo - Textáfrica do Chimoio - Vainqueur du championnat régional de Manica-Sofala - Sporting Clube da Beira - 2e du championnat régional de Manica-Sofala - Desportivo de Tete - Vainqueur du championnat régional de Tete - Associação Desportiva de Pemba - Vainqueur du championnat régional de Cabo Delgado - Sport Nampula e Benfica - Vainqueur du championnat régional de Nampula - Clube de Gaza - Vainqueur du championnat régional de Gaza - Nova Aliança - Vainqueur du championnat régional d'Inhambane - Ferroviário de Quelimane - Vainqueur du championnat régional de Zambézia |

## Compétition

### Tour préliminaire
Les dix clubs qualifiés disputent un barrage en matchs aller-retour afin de déterminer les cinq équipes participant à la poule finale.
| Équipe 1                 | Résultat | Équipe 2                       | Aller | Retour |
| ------------------------ | -------- | ------------------------------ | ----- | ------ |
| Nova Aliança             | 0 - 5    | Grupo Desportivo de Maputo     | 0 - 3 | 0 - 2  |
| Sport Maputo e Benfica   | 6 - 1    | Clube de Gaza                  | 3 - 1 | 3 - 0  |
| Ferroviário de Quelimane | 3 - 4    | Textáfrica do Chimoio          | 1 - 3 | 2 - 1  |
| Sporting Clube da Beira  | 6 - 0    | Desportivo de Tete             | 5 - 0 | 1 - 0  |
| Sport Nampula e Benfica  | 3 - 5    | Associação Desportiva de Pemba | 2 - 0 | 1 - 5  |

### Poule finale
Tous les matchs sont disputés à l'Estadio Nacional da Machava de Maputo, du 22 octobre au 6 novembre 1978.
| Rang | Équipe                         | Pts | J | G | N | P | Bp | Bc | Diff |  | Résultats (▼ dom., ► ext.)     | GDM | TEX | SMB | CFB | SNB |
| ---- | ------------------------------ | --- | - | - | - | - | -- | -- | ---- |  | ------------------------------ | --- | --- | --- | --- | --- |
| 1    | Grupo Desportivo de Maputo     | 7   | 4 | 3 | 1 | 0 | 12 | 6  | +6   |  | Grupo Desportivo de Maputo     |     | 2-0 | 2-2 | 4-2 | 4-2 |
| 2    | Sport Maputo e Benfica         | 5   | 4 | 2 | 1 | 1 | 8  | 4  | +4   |  | Sport Maputo e Benfica         |     |     | 0-0 | 5-1 | 3-1 |
| 3    | Textáfrica do Chimoio          | 5   | 4 | 1 | 3 | 0 | 6  | 3  | +3   |  | Textáfrica do Chimoio          |     |     |     | 1-1 | 3-0 |
| 4    | Sporting Clube da Beira        | 3   | 4 | 1 | 1 | 2 | 10 | 12 | -2   |  | Sporting Clube da Beira        |     |     |     |     | 6-2 |
| 5    | Associação Desportiva de Pemba | 0   | 4 | 0 | 0 | 4 | 5  | 16 | -11  |  | Associação Desportiva de Pemba |     |     |     |     |     |

## Bilan de la saison
| Championnat du Mozambique de football 1978 |                                       |
| Champion                                   | Grupo Desportivo de Maputo (2e titre) |
| Coupes et trophées                         |                                       |
| Vainqueur de la Coupe du Mozambique 1978   | Sporting Clube de Maputo              |
| Qualifications continentales               |                                       |
| Coupe des clubs champions africains 1979   | Grupo Desportivo de Maputo            |
| Coupe des Coupes 1979                      | Sporting Clube de Maputo              |
| Promotions et relégations                  |                                       |
| Promus en Moçambola                        | Aucun                                 |
| Relégués                                   | Aucun                                 |